# Saragossa arabum
Saragossa arabum är en fjärilsart som beskrevs av Culot. Saragossa arabum ingår i släktet Saragossa och familjen nattflyn. Inga underarter finns listade.